# Aleksandr Solzjenitsyn

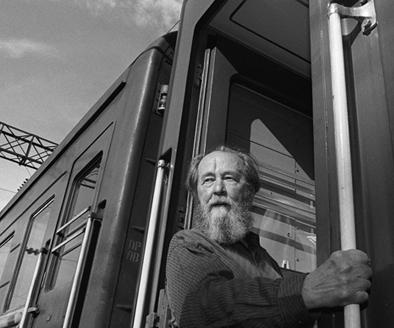
Solzjenitsyn på ett tåg i Vladivostok, sommaren 1994, före avfärd under en resa genom Ryssland.

Aleksandr Isajevitj Solzjenitsyn (ryska: Алекса́ндр Иса́евич Солжени́цын), född 11 december 1918 i Kislovodsk, död 3 augusti 2008 i Moskva, var en rysk författare, historiker och sovjetisk dissident. Han erhöll Nobelpriset i litteratur 1970. Han var tidigare kapten i sovjetiska armén och fånge i Gulag.
Solzjenitsyn fäste omvärldens uppmärksamhet på det sovjetiska systemet av fångläger. Debutromanen En dag i Ivan Denisovitjs liv publicerades 1962 under Nikita Chrusjtjovs politiska töväder.

## Biografi
Solzjenitsyn föddes i Kislovodsk i Terek oblast i södra Ryssland. Fadern, som var officer i tsarens armé, hade omkommit i en jaktolycka ett halvår före sonens födelse och Alexandr uppfostrades av sin mor under fattiga förhållanden. Under andra världskriget deltog han i Röda arméns framryckning genom Polen, men arresterades i början av 1945 sedan han uttalat sig nedsättande om Stalins militära förmåga i några brev till en vän. Han dömdes enligt artikel 58 till åtta års korrektionsarbetsläger med ’evig’ förvisning som påföljd, dvs livstidsförbud att återvända till det egentliga Ryssland. Han tillbringade detta straff i olika specialfängelser och läger fram till 1953. Efter det att Solzjenitsyn hade avtjänat sitt straff - åtta års vistelse i fängelse och arbetsläger - blev han förvisad för livet till södra Kazakstan, en vanlig påföljd vid denna tid. Förvisningen kom dock enbart att räcka tre år. 20:e partikongressen innebar rehabilitering och återvinnande av medborgerliga rättigheter. Han rehabiliterades 1957 av Högsta domstolens militära sektion och kunde därefter bosätta sig i det europeiska Ryssland, i staden Rjazan 16 mil sydost om Moskva.   där han kom att försörja sig som lärare i matematik och fysik.
Under förvisningen fick han tillåtelse att söka vård för den cancer han drabbats av. Det var under denna behandling som han fick materialet till sin delvis självbiografiska roman Cancerkliniken. 1956, efter Chrusjtjovs avstaliniseringstal benämnt Om personkulten och dess konsekvenser, blev han emellertid benådad.
Solzjenitsyn hade skrivit berättelser redan i tonåren och fortsatte med att i hemlighet föra anteckningar under sina år i sibiriska fångläger. År 1962 bestämde han sig för att våga framträda som författare med en realistisk och skakande roman om vardagen i ett fångläger, En dag i Ivan Denisovitjs liv. Ämnet var ömtåligt, och ingen hade tidigare vågat ta upp det.
År 1970 tilldelades Solzjenitsyn Nobelpriset i litteratur. I augusti 1971 utsattes Solsjenitsyn för ett mordförsök med giftet ricin när han stod i en matkö i staden Novotjerkassk, dit han åkt för att samla material till boken Augusti 14. Han fick brännskador över kroppen och sändes direkt med tåg till läkare i Moskva. Han överlevde och först 1992 avslöjade en KGB-officer mordattentatet.  Efter publicering av GULAG-arkipelagen i december 1973 blev han i februari 1974 arresterad, fängslad och slutligen landsförvisad. Intäkterna från publiceringen av Gulag-arkipelagen använde Solsjenitsyn till en social fond för hjälp åt familjer till Stalintidens offer. 
Efter sovjetväldets sammanbrott återvände Solzjenitsyn 1994 från exilen i Vermont i USA till hemlandet. Han bodde sedermera i Troitske-Lykovo, en liten by utanför Moskva. Efter sin återkomst till Ryssland fick han uppleva att hans samlade verk utgavs i 20 band, med en planerad utgåva på 30 band. Han satt själv sin romancykel Det röda hjulet - en 7000 sidig exposé om Rysslands historia 1914-1917 - allra högst.  Idag ingår En dag i Ivan Denisovitj liv och Matrjonas gård i kursplanen för litteratur på högstadiet i Ryssland. 
Solsjenitsyn ligger begravd på kyrkogården vid Donskojklostet i Moskva; ett munkkloster vars äldsta delar uppfördes i slutet av 1500-talet. 
Solzjenitsyn medverkade i en intervju med Sveriges Televisions Aktuellts Stig Fredrikson i juni 2008, inför sin kommande 90-årsdag. Den 3 augusti samma år avled Solzjenitsyn 89 år gammal av hjärtsvikt och hyllades vid begravningen som en nationell hjälte.

## Utmärkelser
Biblioteket för rysk emigrantlitteratur vid Tagankatorget, bär numera Solsjenitsyns namn. Efter exilen skänkte Solsjenitsyn alla böcker, brev och anteckningar till biblioteket. Det omfattar ett par tusen volymer. 
I juni 2007 tilldelades Solsjenitsyn, som den andre mottagaren, en av Rysslands högsta utmärkelser, det statliga priset ”för enastående framgångar på området humanitär verksamhet”, med en prissumma på 5 miljoner rubel. Putin delade själv ut priset. 
Asteroiden 4915 Solzhenitsyn är uppkallad efter honom.